# Starší doba železná na území Slovenska
Starší doba železná na Slovensku (též doba halštatská) je pravěké období datované v oblasti Slovenska do období let 850–400 př. n. l.

## Charakteristika
Období starší doby železné na Slovensku spadá do let 850–400 př. n. l. a navazovalo na mladší a pozdní dobu bronzovou. Po tomto přechodném období se v druhé polovině 8. století na zbytcích kultur lidu popelnicových polí pod silnými vlivy z jihu a východu zformovala nová civilizace železné doby. Charakteristické pro tuto civilizaci bylo, že už hromadně používala a zpracovávala železo. Ve velkém se však začalo těžit i olovo, zlato a sůl. Poprvé se zde objevil hrnčířský kruh (kuštanovická skupina, vekerzugská kultura).
V tomto období se na Slovensku vyskytovaly: halštatská kultura (konkrétně kalenderberská kultura a ? skupina Hurbanovo-Középrépáspuszta), vekerzugská kultura a dále pokračovala lužická kultura.
Periodizace ve střední Evropě (v hranatých závorkách Reineckeho stupeň):
- raná doba halštatská [přechod Ha B3/Ha C1]: 850–750 (/ 800) př. Kr. - V tomto textu ještě považována za součást pozdní doby bronzové
- starší doba halštatská v širším smyslu [Ha C]:
  - starší doba halštatská v užším smyslu [Ha C1?] 750 (/ 800) – 650 (/ 700) př. Kr.
  - střední doba halštatská [Ha C2?] 650 (/ 700) – 600 (/ 550/500) př. Kr.
- mladší / pozdní doba halštatská v širším smyslu [Ha D]
  - mladší doba halštatská v užším smyslu [Ha D1]: 600 (/ 550/500) – 550 (/ 530) př. Kr.
  - pozdní doba halštatská [Ha D2 a Ha D3]: 550 (/ 530) – 450 (/ 475/480) př. Kr.

Pro Ha C jsou charakteristické bojové družiny, dobytkářství, pro Ha D rozvoj pevností jako sídel místních vládců.

## Jednotlivé kultury

### Jihozápadní Slovensko
Na jihozápadním Slovensku se od 730 př. Kr. do 580 před Kr. vyskytovala kalenderberská kultura. Kalenderberská kultura je součástí halštatské kultury, přesněji tzv. východoalpské halštatské oblasti (= východohalštatského okruhu, východoalpského okruhu) a v něm tzv. severovýchodoalpské halštatské oblasti (= severovýchodohalštatského okruhu, severovýchodoalpského okruhu). Východoalpská halštatská oblast je pokračováním středodunajských popelnicových polí a etnicky zřejmě souvisí s tzv. Panonci (ilyrské kmeny resp. etnikum příbuzné s Ilyry). Během této kultury došlo k hospodářskému rozmachu a znovu se zvýšila hustota obyvatelstva. Společenské rozvrstvení, které pozorujeme od mladší doby bronzové, pokračovalo – vyčlenili se náčelníci (knížata), kteří akumulovali bohatství a moc. To se projevilo i na sídlech a pohřebištích. Obyčejný lid bydlel v nížinných řemeslnicko-zemědělských sídlištích v pravoúhlých zemnicích a polozemnicích (Bratislava-Staré Mesto, Bratislava-Vajnory, Ivanka pri Dunaji, Chorvátsky Grob) a pohřbíval v plochých žárových pohřebištích (Janíky), ačkoli se místy našly i malé mohylky (Chorvatský Grob, Bernolákovo).
Knížata, kováři a obchodníci bydleli ve výšinných osadách (Smolenice-Molpír, Bratislava – hradní vrch, Devín) a pohřbíváni byli pod mohylami (Dunajská Lužná – Nové Košariská, Janíky, Réca).
Hradiště Molpír bylo z těchto knížecích sídel zdaleka nejdůležitější – mělo rozlohu dvanáct hektarů a tři nádvoří), evidentně ovládalo široké okolí. Bratislava a její zázemí tvořily tehdy samostatnou hospodářsko-společenskou jednotku – tzv. sídlištní komoru halštatské doby. Do mohyl byli zesnulí pohřbíváni spolu s příbuznými či podřízenými (není známo zda pro tento účel umírali dobrovolně, nebo je násilně zabili). Do hrobů vkládali „účelovou“ keramiku (keramika zobrazující pohřební hry, tkaní apod., nádoby s „přilepenými“ plastickými lidskými končetinami, býčími hlavami, keramickými řetězy a podobně, nádoby ve tvaru vodních ptáků), do ženských hrobů i měsíčkové idoly. Kromě toho jsou pro tuto kulturu příznačné malé mužské – jezdecké i ityphalické-bronzové figurky (Podhradie, Nitra, Veľké Lovce, Želiezovce, Liptovský Ján), možná používané jako amulety.
Mezi Váhem a Hronem (pohřebiště Hurbanovo, Malá nad Hronom, Bajč) se vyskytovala tzv. skupina Hurbanovo-Középrépáspuszta nebo tzv. középrépáspusztský typ (z halštatské kultury?), který měl v keramice a kovovém inventáři předskytské prvky a pohřbíval v malých mohylách a plochých pohřebištích odlišných od kalendeberské kultury. Vznikl z pozdních středodunajských popelnicových polí (chotínský typ a válský typ).
Krátce po roce 580 př. n. l. (nebo kolem roku 550 př. n. l.), po zániku kalenderberské kultury, se na celém jižním i západním Slovensku objevuje vekerzugská kultura/ skupina (jiný název kultura Szentes-Vekerzug-Chotín; starší název alföldská thrácko-skytská skupina), která spolu se sedmihradskou skupinou / kulturou (ta nebyla na Slovensku) a kuštanovickou skupinou / kulturou patří mezi tzv. thrácko-skytské skupiny. Z etnického hlediska šlo zřejmě o kmeny skytských konglomerátu (Sigynnovia a Agathyrsovia, ačkoli ne nutně i na slovenském území), v minulosti se přisuzovala Thrákům. Nověji se do této kultury někdy zařazuje i kuštanovická skupina (viz východní Slovensko). Zanikla až v laténské době na západním Slovensku kolem roku 380 př. n. l. a na středním a východním Slovensku kolem 300 př. n. l.. Vekerzugské nálezy charakterizuje nomádský způsob života, tzv. skythská triáda: výzbroj (reflexní luk + skythské střelky + okované toulce), koňský postroj, zvířecí styl. Pohřebiště (Chotín, Presľany, Senec, Modrany, Cejkov, Michalovce, okolí Košic) jsou kosterní i žárové, někdy i pro koně. Nejvýznamnější pohřebiště je Chotín s více než 470 hroby, z toho 10 pohřbených koní. Předměty nalezené na tomto pohřebišti jsou často původem z jižní a východní Evropy. Našla se zde mimo jiné první na kruhu točená keramika na slovenském území, hliněná pečetidla, kovové zrcadla, skythské postroje, pintadery, hadovité spony, trojboké hroty šípů, bojové krumpáče.

### Jižní střední Slovensko
V této oblasti je na začátku halštatské doby Hiatt (možná ještě přežívaly místní skupiny nositelů kultur popelnicových polí), po roce 580 př. n. l. se sem rozšířila vekerzugská kultura (viz výše).

### Východní Slovensko
Východní Slovensko bylo jako první na Slovensku (zřejmě hned) od začátku halštatské doby součástí nomádské kulturní sféry, objevuje se zde totiž tzv. kuštanovická skupina/ kultura (=? Severopotiská halštatská skupina), která se vyskytovala na východním Slovensku, v severovýchodním Maďarsku a v Podkarpatské Ukrajině. Její nositeli byli snad Thrákové. Spolu se sedmihradskou skupinou / kulturou a vekerzugskou skupinou / kulturou patří mezi tzv. thrácko-skytské skupiny. Někdy se v novější literatuře zvykne považovat za součást vekerzugské kultury (viz dále a výše). Kuštanovická skupina je nomádská, ale zahrnuje i vlivy předchozí lokální kultury – gávské kultury (somotorský typ). Nálezy této kultury jsou slabě zkoumány (Nižná Myšľa, Michalovce, Rada). Na Slovensku trvala asi až zhruba do roku 300 př. n. l. (starší doba laténská).
Po roce 580 př. n. l. se na východním Slovensku ojediněle paralelně objevuje i vekerzugská kultura.

### Severní západní a střední Slovensko
Na severním západním a středním Slovensku se v halštatské době a až do cca 300 před Kr. vyskytovala lužická kultura především ve dvou podobách - v západní části (i na střední a severní Moravě) tzv. platěnický stupeň (platěnická kultura), ve východní (severní povodí Váhu, Orava, Turiec) tzv. oravská skupina (=oravský typ). Z časového hlediska převažoval platěnický stupeň ve stupních Ha C – Ha D1 (tedy asi 750–550 př. n. l.), oravská skupina převažovala (neboť vzkvétala) od Ha D2 (tedy asi 550–300 př. n. l.).
Z období před 550 př. n. l. známe jen málo památek. Po tomto roce bylo hustě osídlené území oravské skupiny, což dokládá hustá síť hradišť i jednoduchých osad, jakož i pohřebiště s velkým počtem hrobů. Nejvýznamnějším hradištěm oravské skupiny byla Tupá Skala (nad Vyšným Kubínem) a Istebné Hrádok. Hradiště se již stavěla i za pomoci kamene, žila z řemesla a chovu ovcí a vykazují náznaky vnitřní urbanizace. Oravská skupina se vyznačuje specifickou keramikou (výzdobu tvoří rýhy, převládají amforové a baňaté nádoby, esovitě prohnuté šálky), specifickými bronzy (diadém a náhrdelníky zhotovené z masivní tordované nebo hladké tyčinky a zakončené růžicemi, honosné jehlice atd.) a změnami v pohřebním ritu (více žárových bezurnových hrobů se zbytky kremace uloženými v jamce nebo přikrytými pískovcovou deskou). Lokality žárových pohřebišť jsou např. Dolný Kubín, Vyšný Kubín, Oravský Podzámok. Oravská skupina byla v úzkém kontaktu s sousedním územím dnešního Polska, což dokazuje podoba hradišť.